# Багдай, Адам
А́дам Багда́й (пол. Adam Bahdaj; 2 января 1918, Закопане, Польша — 7 мая 1985, Варшава) — польский писатель, сценарист, переводчик и журналист.

## Биография
Изучал право в Ягеллонском университете в Кракове, учился в Главной торговой школе в Варшаве. Принимал участие в Сентябрьской кампании 1939 года. Во время Второй мировой войны был проводником в Татрах, находился в Венгрии. В 1945 вернулся на родину.
Занимался журналистикой.

## Творчество
Дебютировал со сборником стихов «Искры из-под молота».
Популярный автор книг для детей и юношества и остросюжетных детективных произведений (под псевдонимом Доминик Дамиан). Книги Багдая переведены на многие языки за границей.

## Избранные произведения
- Искры из-под молота (сборник стихов)
- Маленький спасатель (1953)
- На снежной трассе (1953)
- Приключения Войтека (1953)
- Лыжный след (1954)
- Путь через горы (1956)
- 0:1 в первом тайме (1957)
- В 7-00 в Будапеште (1958)
- В поисках дырявого зонта
- Тайна черного зонта
- Тайна шляпы с сюрпризом
- Шляпа за сто тысяч
- Пираты с Поющих островов (1965)
- Тайна замка с привидениями
- Тайна разрушенного замка
- Ставка на Лелька Банана
- Где твой дом, Телемаха? (включен в почетный список IBBY)
- Путешествие за улыбку
- Пилот и я

Детективы
- Рыжая манекенщица
- Двойное дно
- Незнакомец из бара «Калипсо»
- Портрет с параграфом

В 1972 году написал сценарий к молодëжной комедии «Путешествие за одну улыбку», позже одноимённого 7-серийного телесериала.
В 1988—1992 годах по книге Адама Багдая «Маленький Пингвин Пик-Пок» на лодзинской студии «Се-ма-фор» создан одноименный 26-серийный кукольный анимационный фильм.
Занимался переводами с венгерского языка (в том числе Лайоша Априли).